# Trichosia conglobata
Trichosia conglobata är en tvåvingeart som beskrevs av Hans-Georg Rudzinski 2005. Trichosia conglobata ingår i släktet Trichosia och familjen sorgmyggor.
Artens utbredningsområde är Taiwan. Inga underarter finns listade i Catalogue of Life.